# Authigene Bildung
Als authigen werden in der Petrographie Komponenten eines Gesteins, in der Regel Mineralkörner oder -aggregate bzw. das entsprechende Mineral, bezeichnet, die „an Ort und Stelle“ entstanden sind. Das Gegenteil von authigen ist allothigen. Beide Bezeichnungen wurden im Jahre 1880 vom deutschen Geologen Ernst Kalkowsky in die Fachliteratur eingeführt.
Bei Sedimentgesteinen werden damit Gesteinsbestandteile bezeichnet, die sich erst nach Ablagerung des Sedimentes gebildet haben, z. B. Glaukonit oder Pyrit (siehe auch → Diagenese). Bisweilen wird die Bezeichnung auch für das gesamte Gestein verwendet, etwa bei Kalksteinen, die überwiegend aus Material bestehen, das direkt aus der Wassersäule passiv ausgefällt wurde oder von Organismen im Ablagerungsraum abgeschieden wurde. In diesem Zusammenhang spricht man auch von autochthonen oder in situ gebildeten Sedimenten bzw. Sedimentgesteinen. Ein Gestein, bei dem die Bezeichnung authigen im eigentlichen Sinne zutrifft, ist Phosphorit, da die Phosphatabscheidung tatsächlich frühdiagenetisch abläuft.
Bei magmatischen Gesteinen bedeutet authigen, dass die entsprechenden Komponenten durch Kristallisation aus ein und demselben Magma bzw. ein und derselben Lava hervorgegangen sind.
Bei metamorphen Gesteinen sind all jene Minerale authigen, die während der Metamorphose entstanden sind.